# Principatul Pindului
Principatul Pindului (în aromână: Principatulu di Pind sau Printsipat di la Pind) a fost un proiect de stat autonom sprijinit de Italia, în regiunea de nord-vest a Greciei, în timpul celor două războaie mondiale. Munții Pindului se întind în partea de sud a Albaniei și a Macedoniei, precum și nord-vestul Greciei, această din urmă regiune fiind populată în majoritate de Aromâni de sorginte romanică.

## Istorie
În primul război mondial, Italia a promovat proiectul de stat (denumit în italiană Principato del Pindo) în scopul de a face presiune asupra guvernului grec pentru a-l determina să intre în război de partea Aliaților. La instigația propagandiștilor italieni, treisprezece comune cu populație aromână au trimis pe data de 27 iulie 1917 o cerere către Ion Brătianu și guvernul român, ca România să susțină proiectul față de guvernul grec, condus de Elefterios Venizelos. Între timp, la 2 iulie 1917, scopul Aliaților a fost atins, și Grecia a declarat război puterilor centrale, la care Italia a renunțat la proiect. Autoritățile grecești nu au apreciat tentativa și, numeroși fruntași, învățători și preoți aromâni din satele care semnaseră cererea, au fost acuzați de separatism și deportați, pentru mai mulți ani, în insulele cele mai izolate ale Mării Egee.
În al doilea război mondial, începând cu vara anului 1941, ocupanții italieni ai Greciei de nord au susținut conducătorul aromân al mișcării politice și paramilitare Legiunea Romană, Alcibiade Diamandi, în scopul de a crea o țară a aromânilor, având capitala la Mețovo (Aminciu). Diamandi cu „legionarii” săi cutreieră satele aromânești din Pind și Meglen pentru a convinge localnicii, cu un succes limitat, date fiind urmările experienței precedente din anii 1916-17. În ciuda situației defavorabile, în martie 1942 Diamandi reușește să strângă aproximativ treizeci de semnături de intelectuali și fruntași aromâni în favoarea Manifestului său pentru întemeierea unui „Principat di Pind” sau „Printsipat di la Pind”. Totodată, Diamandi cu „legionarii” săi (ale căror idei erau influențate de mișcarea legionară română) participă la lupta trupelor de ocupație italiene ale generalului Alfredo Guzzoni împotriva partizanilor greci comuniști. Aceștia replică prin acțiuni armate împotriva simpatizanților proiectului.
Socotit de partizanii greci drept colaborator al ocupanților și trădător de țară, Alcibiade Diamandi părăsește Grecia în 1943, refugiindu-se în România, unde a fost ucis în 1948 sub tortură de către agentul comunist Mihail Dulgheru la prefectura de Poliție din București. Succesorul său a fost Nicolae Matuși, pentru scurt timp deoarece Italia trece de partea Aliaților în toamna lui 1943 și renunță la proiect. Satele aromânești din Pind, ajunse în toamna lui 1944 în puterea rezistenței comuniste grecești « E.L.A.S. », au suferit represalii mult mai severe decât în 1917-18, multe familii care fuseseră favorabile italienilor sau „legionarilor” diamandiști, fiind masacrate în contextul gherilei antifasciste și ulterior al războiului civil grec care ia capăt abia în 1949. Astfel, Vasile Raputikas, adjunctul lui Matuși, a fost prins și împușcat de partizanii comuniști, legat, precum Hector de Ahile în Iliada, în spatele unui cal (în alte surse este vorba de un catâr sau un măgar) și astfel târât prin satele aromânești cu tăblița « προδότης » („trădător”) pe cadavru.
„Principatul din Pind” nu a controlat niciodată un teritoriu precis și nu a avut nici drapel, nici frontiere delimitate, în ciuda numeroaselor legende urbane și documente apocrife (în care apare sub denumirea de „Principatul de Pind și Meglen”) care circulă despre acest subiect.

## Conducători
- 1941-1942: Alcibiade Diamandi
- 1942: Nicolae Matuși